# Лхавзан-хан
Лхавзан-хан, Лхасанг-хан (монг. Лхазан хан?, ᠯᠠᠽᠠᠩ
ᠬᠠᠨ?; ум. 1717) — глава ойратского племени хошутов, последний ойратский хан Тибета, сын Далай-хана (1668—1701), внук Гуши-хана. Стал ханом, отравив своего брата Ванчжара (Вангьяла, правил в 1701—1703).

## Биография
Со времён Гуши-хана хошуты утратили реальную власть в Лхасе, которая отошла к регенту. Лхавзан-хан принял решение изменить это. В 1705 году он напал на Лхасу с одобрения своего союзника, цинского императора Канси, чтобы сместить 6-го Далай-ламу. Существуют разные мнения по поводу того, был ли он искренне оскорблён поведением Далай-ламы или просто использовал это как оправдание. Лхавзан-хан встретил сопротивление со стороны регента Сангье Гьяцо, которые объединился с Джунгарским ханством и даже попытался отравить Лхавзан-хана и его главного советника. В решающей битве регент потерял 400 человек и был убит. Лхавзан-хан, устранив соперника, насильно выслал Далай-ламу в Китай. Последний умер по пути в пункт назначения, возможно, был убит по приказу Лхавзан-хана. Затем, без согласования с представителями самой религии был выдвинут новый Далай-лама. Тибетцы и противники Лхавзан-хана отказались признать этого Далай-ламу. Канси признал выбор Лхавзан-хана, но затем принял другое решение (учитывая оппозицию среди других хошутов и тибетцев), предоставив в 1715 году защиту и помощь Кэлсангу Гьяцо в Кумбуме.
Тибетцы обратились за помощью к джунгарскому правителю Цэвану-Рабдану. 6-тысячная армия джунгар под командованием Цэрэна-Дондоба в 1717 году нанесла поражение войскам Лхавзан-хана. Сам правитель погиб. Джунгарский отряд из 300 человек попытался захватить Кэлсанга Гьяцо в Кумбуме, но потерпел поражение от войск Канси. Джунгары, вначале встречаемые тибетцами как освободители от Лхавзан-хана, вскоре потеряли их расположение из-за разграбления Лхасы и преследования традиции Ньингма.